# Малозалісся
Малозалі́сся (до 1946 року — Малі Вірмени) — село в Україні, у Гуменецькій сільській територіальній громаді Кам'янець-Подільського району Хмельницької області.

## Назва
Первісна назва села «Малі Вірмени» пов'язана з тим, що засноване вірменськими переселенцями, також зафіксовані назва «Малі Армяне», «Армянка». Розподіл на Великі Вірмени та Малі Вірмени зв'язано з розрізненням цих окремих населених пунктів і найбільш ймовірно «великі/малі» вказує на розмір цих поселень. У 1947 році відповідно до радянської політики змінено на нейтральну назву «Малозалісся», зі збереженням історичної частини «малі».

## Географія
Подільське село Малозалісся розташоване в південно-західній частині України неподалік річки Смотрич, за 9,7 кілометрів автодорогами від Кам’янця-Подільського. На відстані 1,3 кілометра від центру села проходить автошлях територіального значення Т 2321.

### Клімат
Село знаходяться в межах вологого континентального клімату із теплим літом.

## Історія
Заснування села пов'язане з вірменськими переселенцями. В 1230 р. галицький князь Лев Данилович запросив вірмен у військо для оборони східного кордону своєї держави. В подяку за справну військову службу князь нагороджував їх маєтками. У той час вірмени-переселенці заснували поблизу Кам'янця сільськогосподарську колонію, відому під назвою Малі Вірмени та Великі Вірмени, нині Малозалісся та Великозалісся.
У 1895 році за часів поміщика Феодора Казимира, в Малих Вірменах діяла школа грамоти.
Внаслідок поразки визвольних змагань на початку XX століття, село надовго окуповане російсько-більшовицькими загарбниками.
Радянська окупація принесла колективізацію та розкуркулення, селяни зазнали репресій.
В 1932–1933 селяни села пережили сталінський геноцид.
Село до 1947 року називалось Малі Вірмени. Совєцька окупаційна влада стирала з топоніміки назви усіх народів, окрім росіян. Так село Малі Вірмени стало селом Малозалісся.
З 1991 року в складі незалежної України.
13 серпня 2015 року внаслідок об'єднання сільських рад село ввійшло до складу Гуменецької сільської громади, до цього органом місцевого самоврядування була Великозаліснянська сільська рада.

## Населення
За переписом населення України 2001 року в селі мешкало 133 особи.
Згідно даних 2015 року селі проживало 135 осіб, населення села зросло на 1,50 % порівняно зі 2001 роком.

### Мова
У селі поширені західноподільська говірка та південноподільська говірка, що відносяться до подільського говору, який належить до південно-західного наріччя.

## Охорона природи
Село лежить у межах національного природного парку «Подільські Товтри».

## Галерея

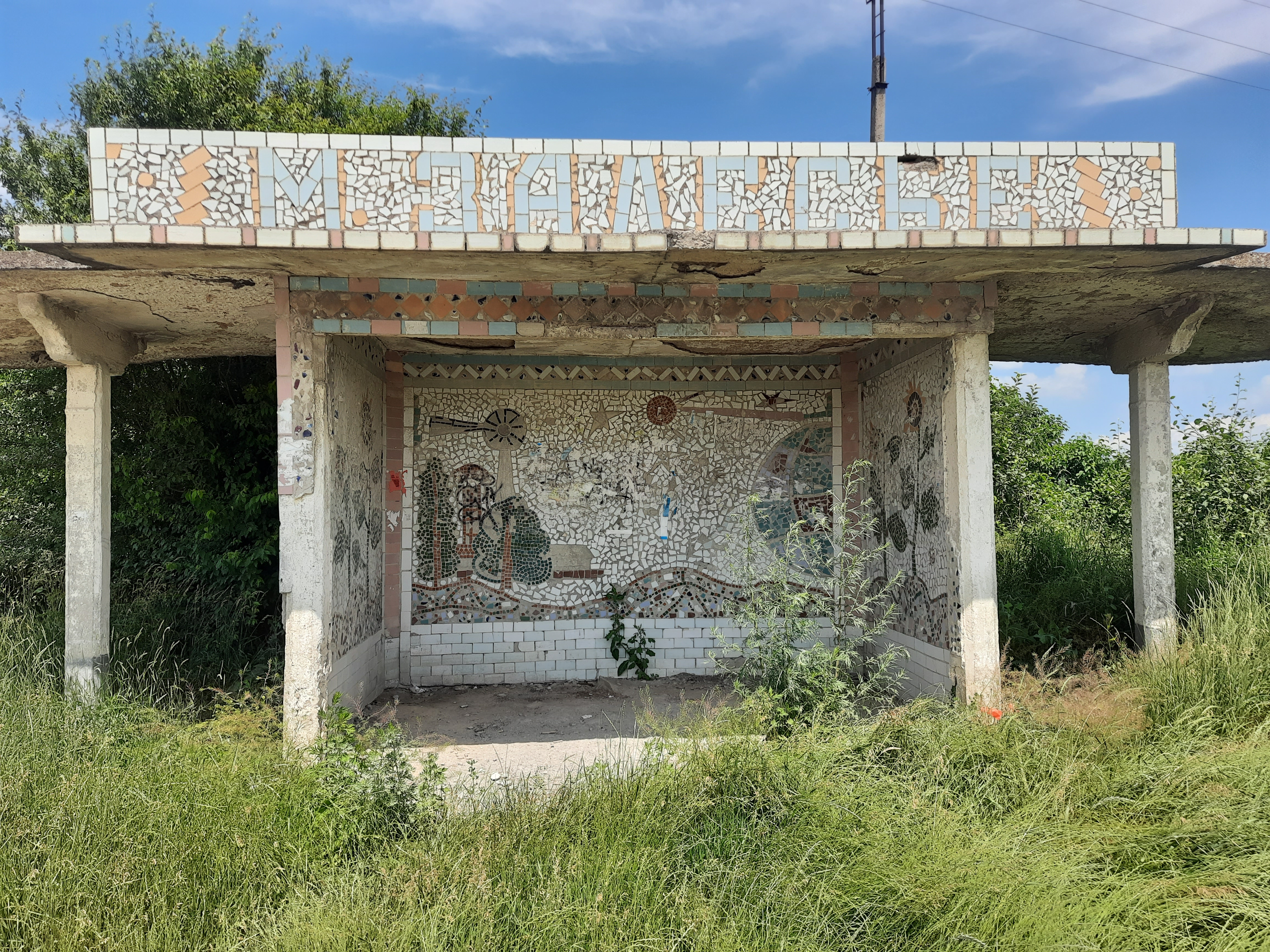
Автобусна зупинка
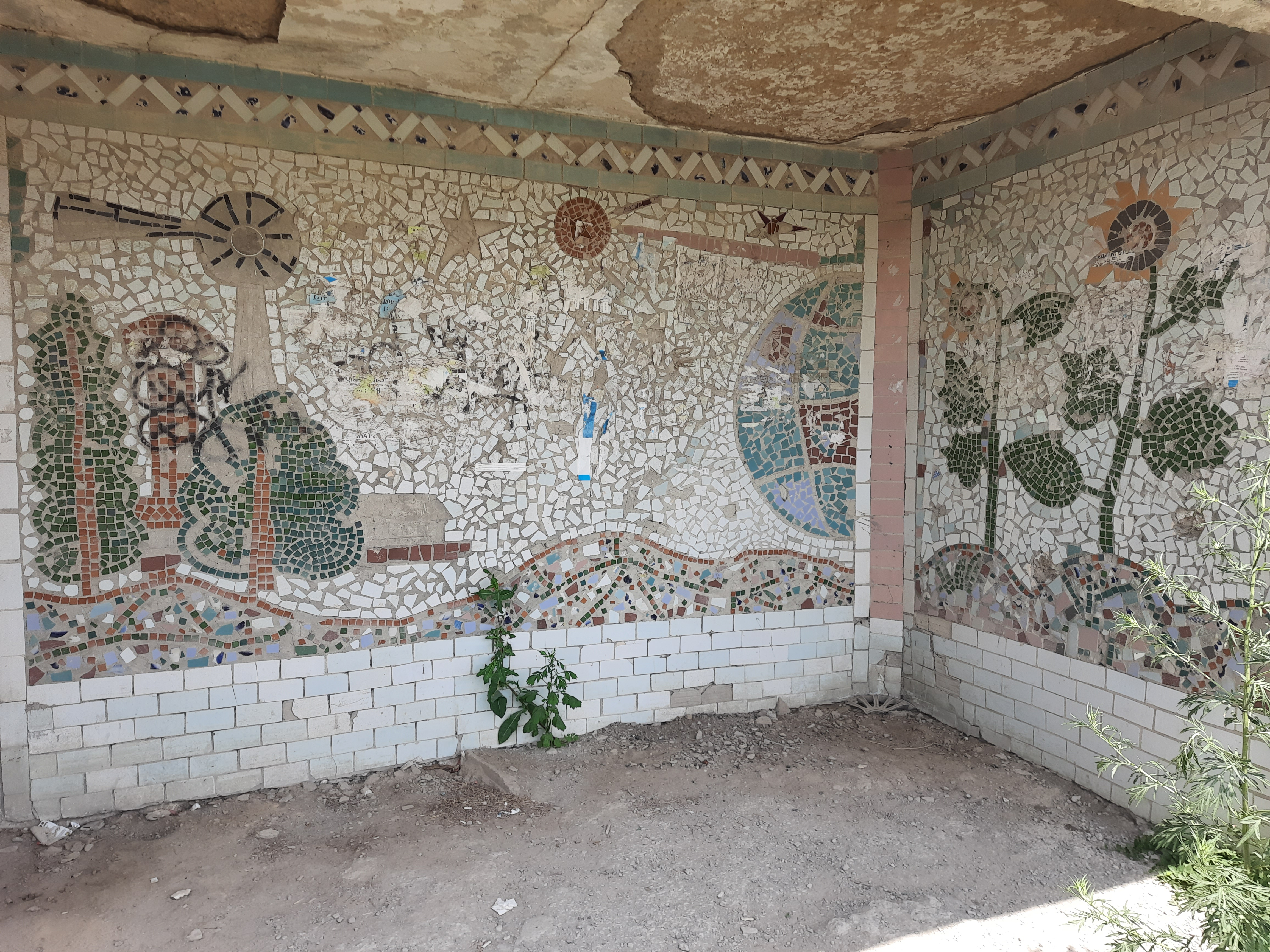
Мозаїчна автобусна зупинка
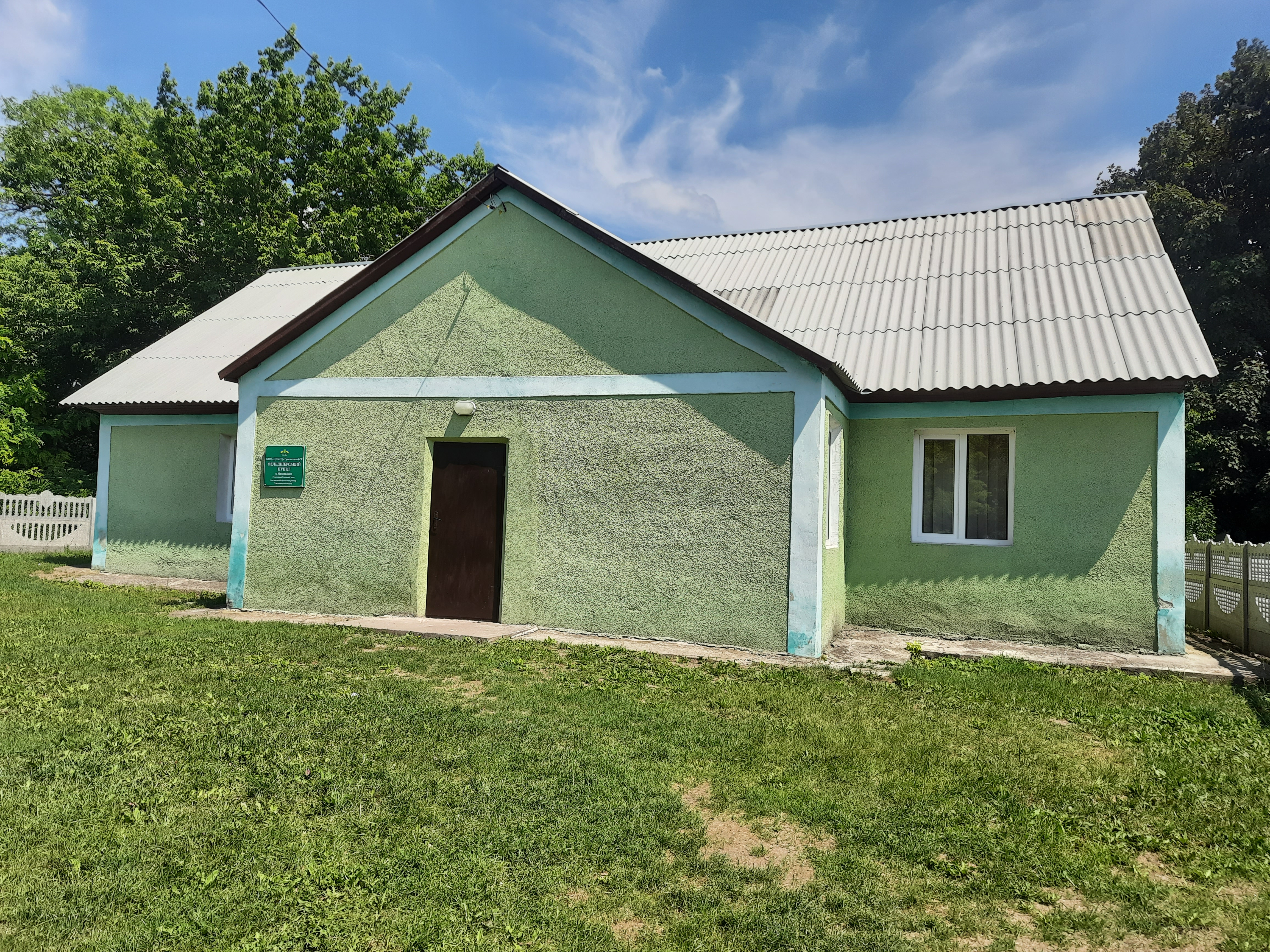
Фельдшерський пункт
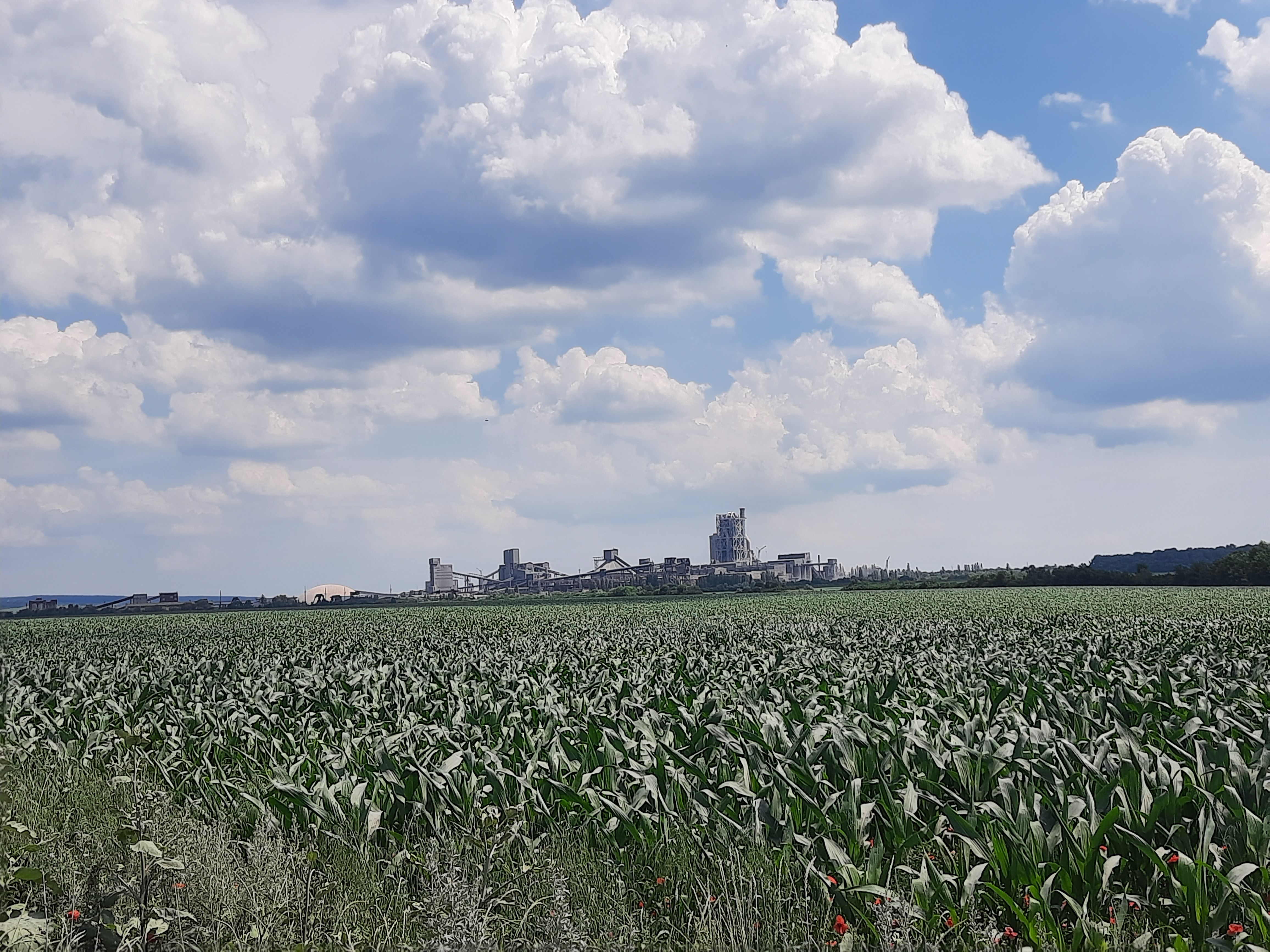
Краєвиди довкола села